# Переборы (Рыбинск)
Переборы — микрорайон в городе Рыбинске Ярославской области.

## Топоним
Деревня Переборы, давшая название микрорайону, существует и сейчас. Находится она в составе Рыбинска, располагается между водохранилищем и улицей Гэсовской и является самостоятельной адресной единицей — в ней находятся 4 дома.
По одной из версий, такое название деревня получила из—за того, что была проиграна в карты. По другой, и наиболее правдоподобной, — из-за того, что Волга с этого места и выше была местами мелководной на перекатах и её можно было перейти вброд, поэтому ниже по течению в Рыбинске происходила перегрузка товаров и грузов на более мелкие суда, следовавшие потом вверх по Волге и в Мологу.

## География
Расположен на правом берегу выше водосливной плотины Рыбинского водохранилища. Протяжённость вдоль водохранилища и Волги — около 2 километров. С юга и юго-запада ограничен Селиховским шоссе, на востоке — Переборской промзоной, с других сторон граница проходит по берегу Рыбинского водохранилища.
Микрорайон расположен на удалении от основной территории города Рыбинска и окружён землями Судоверфского сельского поселения, между микрорайоном и основной территорией города лежат деревни Макаровской сельской администрации.

## История
С XVIII века на месте микрорайона существовала деревня Переборы. 

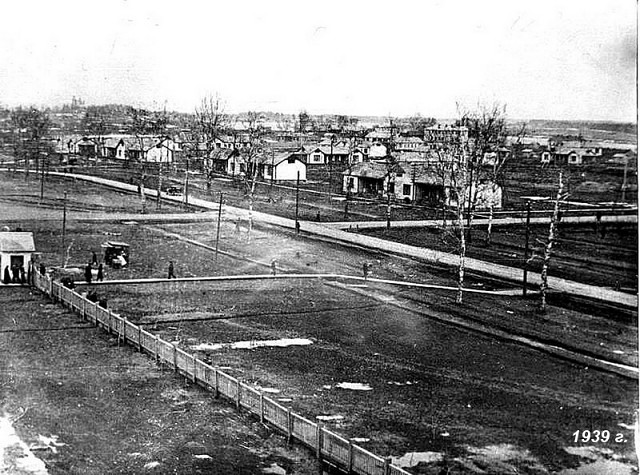
Поселок Переборы 1939 год

В соответствии с Постановлением СНК СССР и ЦК ВКП (б) "О строительстве гидроузлов в районе Углича и Рыбинска от 14 сентября 1935 года возле деревни Переборы началась грандиозная стройка. Для осуществления комплекса работ по созданию Рыбинского водохранилища и возведения гидротехнических сооружений был образован Волгострой. В строительстве участвовали только советские специалисты с привлечением труда вольнонаемных рабочих. Обустройством водохранилища и строительством гидроузла занимались комсомольцы и коммунисты, приезжавшие на одну из главных строек 1930 -х годов. Для обеспечения высоких темпов строительства гидротехнических сооружений для них возводилось жилье. Для обеспечения стройки рабочей силой 7 декабря 1935 года был создан Волголаг, возле Перебор построены лагеря, в посёлке (с 1942 года — рабочем посёлке), вошедшем в 1944 году в черту города, размещались приёмный лагпункт и управление лагерями, а также Центральная школа служебного собаководства ГУЛАГа.
Посёлок упомянут в книге Александра Солженицына «Архипелаг ГУЛАГ». Также в посёлке в 1938 году был снят один из фрагментов фильма «Великий гражданин», где хорошо виден труд строителей Рыбинского гидроузла. В Переборы прокладывается железнодорожная ветка для подвоза строительных материалов и людей, с целью разгрузки вагонов с грузом около деревни Переборы был сооружен козловой кран (сейчас демонтирован), строились дома для службы охраны. Вблизи поселка были развернуты масштабные строительные работы по возведению дамбы и шлюзов. В 1939 году в Переборах проживало уже 5500 волгостроевцев. В рабочем посёлке были несколько магазинов, столовая, поликлиника, стадион. В поселковом клубе, который был построен в 30-е годы и располагался на территории

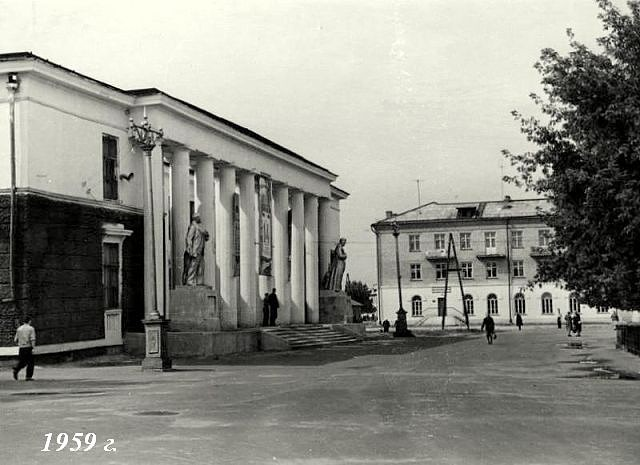
Старый клуб в поселке Переборы на территории современного Детского парка

современного детского парка, работали многочисленные кружки и собственный драматический театр, вещал радиоузел, выходили в печать газета «Большая Волга» и журнал «Волгострой». Рядом со зданием клуба стояли скульптуры Ленина и Сталина. В 1961 году, после XXII съезда КПСС, скульптура Сталина была демонтирована и заменена на Карла Маркса. В середине 1970-х годов обе скульптуры были демонтированы вместе со зданием клуба.
Современный этап жизни микрорайона начинается после войны. В 1949 году неподалёку от поселка был построен филиал завода «Москабель», впоследствии ставший Щербаковским, а затем и Рыбинским кабельным заводом.
В микрорайоне вблизи кабельного на реке Волге в 1950 году возведен Завод гидромеханизации Архивная копия от 17 декабря 2018 на Wayback Machine. На берегу водохранилища был построен Рыбный завод. Рабочие этих предприятий составили большую часть населения микрорайона. Микрорайон развивался как изолированный от остальной части города рабочий посёлок.
Большую роль в развитии поселка сыграл Рыбинский кабельный завод и его первый руководитель Филькельштейн Абрам Залманович (1899—1979) — директор Рыбинского кабельного завода с 1953 по 1969 год. Филькельштейн стал фактически создателем предприятия, где в период с 1949 по 1953 год исполнял обязанности директора завода как новостройки, а с августа 1953 года стал директором действующего предприятия. В короткие сроки было налажено серийное производство десятков наименований кабелей и проводов, необходимых для различных отраслей народного хозяйства страны. Для налаживания производства на завод пригласили молодых специалистов из города Кольчугино.
С именем Филькельштейна связаны создание при заводе школы рабочей молодежи, а также строительство и рост поселка городского типа в Переборах: жилые кварталы, детские воспитательные и образовательные учреждения, игровые площадки, предприятия коммунальной сферы и сферы обслуживания, Дворец культуры «Кабельщик» («Переборы»). Позже строились также жилые дома при непосредственном участии завода гидромеханизации (новой планировки). В 1961 году в Переборах был открыт филиал Московского электромеханического техникума имени Л. Б. Красина, закрытый в 90-е годы. Там же в 1963 году была открыта школа мастеров. Сейчас в бывших корпусах расположена мебельная фабрика Fishburg.
Времена расцвета поселка пришлись на самое начало девяностых годов прошлого века, когда кабельный завод процветал под руководством директора Александра Павловича Денисова и строил в своем микрорайоне социально значимые объекты. Тогда был возведен в поселке парк с Колесом обозрения и детскими аттракционами, оборудован лучшей во всем городе техникой и облицован мраморной плиткой Дворец культуры «Кабельщик». В 1991—1999 годах во дворце была создана и существовала первая в городе и самая современная в то время студия кабельного телевидения «ЭХО», которая создавала программы собственного производства и круглосуточно транслировала три спутниковых канала в дециметровом диапазоне, среди которых были SUPER channel (Великобритания), MTV Europe (Великобритания), MCM (Франция), SHOW TV, Star 1 (Турция), TV5 Europe (Франция), RAI UNO (Италия), Eurosport, поочередно меняя их. Вещание телеканалов было организовано посредством кабельной сети. Программы собственного производства выходили в эфир на частоте трансляции одного из спутниковых каналов в вечернее время, где показывали пиратские видеофильмы, музыкальную программу по заявкам «В кругу друзей», записи концертов и выступлений творческих коллективов, проходивших во Дворце культуры «Кабельщик», местные новости. Программа новостей «20» студии «ЭХО» одно время дублировалась на весь город в сетях «Рыбинск — 40» и студии «Альфа». Выпуски новостей сохранились на YouTube.
Поначалу во дворце располагался спортивный зал с баскетбольно — волейбольной площадкой, раздевалками и ледяным катком. Зал был закрыт, поскольку мешал работе библиотеки, а спортивные площадки были перенесены на стадион. В 1989 году во дворце на месте спортивного зала была открыта с помощью венгерских и австрийских специалистов самая современная в городе видеодискотека «Будапешт — клуб № 1». В микрорайоне были построены гостиница «Волга» и универмаг «Фортуна». В «Фортуне» было несколько отделов, в том числе мебельный, где продавалась уникальная по рыбинским меркам мебель. Со временем отделы стали закрываться и к 2005 году в универмаге остался только продуктовый отдел. В 2006 «Фортуна» была закрыта, длительное время здание пустовало, а в настоящее время здесь работает супермаркет «Пятёрочка». В начале 90 -х годов на стадионе поселка был сдан в эксплуатацию крытый легкоатлетический манеж, на улице Алябьева было начато строительство современного банно — прачечного комбината (строительство было остановлено, длительное время недостроенное здание находилось в заброшенном состоянии, а позже было разобрано), хлебопекарни на улице Гэсовской (недостроенное здание также долго не использовалось и было разобрано), Дома связи на улице Проектная (строительство было остановлено, здание долго не использовалось и было перестроено в торговый центр сети «Магнит»); строились коттеджи для работников кабельного завода. Были планы по превращению микрорайона в комфортную среду проживания. К сожалению, настали и для кабельного завода тяжелые времена в связи с развалом Советского Союза и последовавшего потом резкого снижения производства и качества жизни в стране. Большинство объектов, находившихся на балансе кабельного завода, к началу 2000-х перешли в ведение муниципалитета и частным владельцам, что привело к их запустению.
Возведенный в 1990 году на территории стадиона крытый теннисный корт, который также использовался для игры в мини — футбол, в 2000 году рухнул от сильного ветра, а из-за недостатка финансирования так и не был восстановлен. Ныне от него остались только бетонная площадка и металлический каркас.

## Застройка
Переборы имеют четкую прямоугольную планировку, характерную для районов послевоенной сталинской застройки. Основной магистралью является проспект 50 лет Октября, остальные улицы располагаются параллельно и перпендикулярно проспекту, образуя сетку с прямоугольными или квадратными кварталами.
Изначально микрорайон застраивался в направлении к югу от проспекта. Кварталы сталинских домов в основном расположены между проспектом 50 лет Октября и параллельной ему Инженерной улицей. Архитектура кварталов представлена типовыми двухэтажными домами серии 1-211 (с трехгранными эркерами и ваннами) и серии ММ-8-50 (без ванн). Дома имеют достаточно простой для сталинской архитектуры облик, это привело к однообразию застройки района, вызывавшему негодование главного архитектора Рыбинска А. Ларионова.
Более поздняя застройка микрорайона в основном располагается южнее Инженерной улицы, а также севернее проспекта 50 лет Октября. Она представлена стандартными для Рыбинска типовыми сериями. После отказа от «архитектурных излишеств» в Переборах строились кирпичные хрущёвки серии 1-447 и в небольшом количестве — панельные хрущёвки серии 1-464. Позднее на смену им пришли улучшенные кирпичные пятиэтажки серии 1-447С. С середины 1970 — х стали возводиться дома новой планировки: в основном это пятиэтажные дома серии 111-121 и 121—043 в пятиэтажной версии, а также кирпичные дома серии 114-85. Зданий выше пяти этажей в Переборах немного: это кирпичное общежитие на Инженерной улице, девятиэтажный панельный дом серии 121—043 по проспекту 50 лет Октября и самое высокое здание микрорайона — десятиэтажный панельный дом серии 1-464ДЯ на улице Айвазовского.
Южнее улицы Алябьева до Селиховского шоссе расположен значительный частный сектор — индивидуальные дома советской застройки и современные коттеджи.
Некоторые дома, которые начали строить в 80-90-е годы, были заброшены. Строительство в микрорайоне возобновилось в конце 2000-х годов. В частности, был построен трёхэтажный дом на проспекте 50 лет Октября. В 2015 году был построен новый жилой квартал на улице Алябьева. Во второй половине 2010-х годов на месте старых бараков были построены новые пятиэтажные дома у выезда с улицы Смирнова на Селиховское шоссе.
В настоящее время Переборы рассматриваются как перспективная площадка малоэтажного строительства. Строятся трехэтажные многоквартирные дома, в том числе по программе расселения ветхого и аварийного жилья.

## Инфраструктура
Образовательные учреждения микрорайона включают в себя 6 детских садов, интернат, неполную среднюю школу № 15 имени Н. И. Дементьева, среднюю школу № 36, детскую музыкальную школу № 3, рыбинскую школу — интернат № 1 от города Ярославля. На улице Архитектурная ранее стояла неполная средняя школа № 31 г. Рыбинска, но была закрыта и перестроена в детский сад. В Переборах находится городская больница № 4, поликлиника и детская поликлиника.

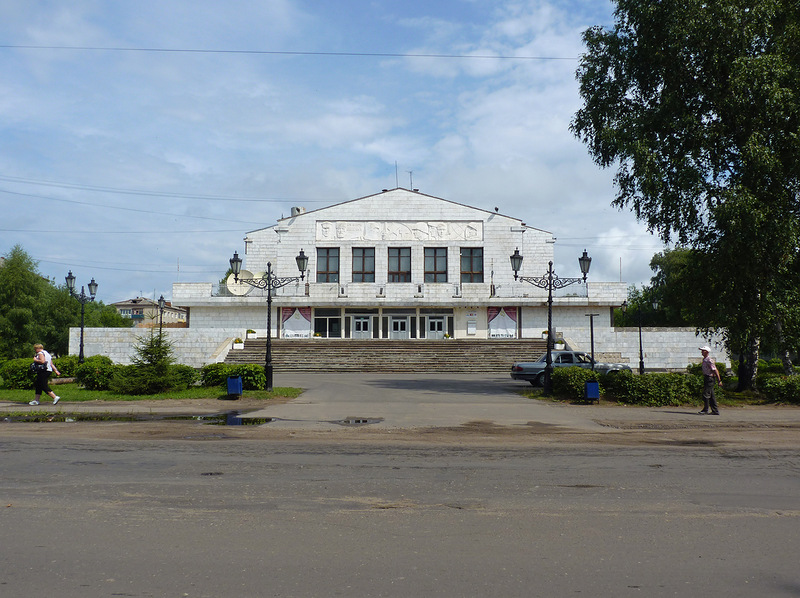
МУК Культурно — досуговый комплекс «Переборы»

В микрорайоне имеются Культурно — досуговый комплекс «Переборы», детский парк, воднолыжная база детско — юношеской спортивной школы олимпийского резерва № 8 г. Рыбинска, спортивный комплекс со стадионом, где находится детско — юношеская спортивная школа «Переборец». В 1946 году на территории посёлка появилась Шекснинская библиотека, а в 1955 году — детская. В 1965 году Шекснинская библиотека переехала в здание на улице Больничной. В 2012 фонды Шекснинской и детской библиотек были переданы в КДК.
В здании КДК располагается Рыбинский муниципальный эстрадно — джазовый оркестр и филиал № 3 Централизованной библиотечной системы города. Ежегодно проводится большое количество концертов самодеятельных и профессиональных артистов, конкурсов, фестивалей, театрализованных представлений и спектаклей, молодёжных развлекательных программ, детских массовых праздников. Для этого Культурно — досуговый комплекс «Переборы» обладает всеми необходимыми возможностями: хорошей звуковой и световой аппаратурой, достаточной технической базой, профессиональными креативными специалистами (ведущие, аниматоры, звукорежиссёр, художник по свету, организатор мероприятия и др.), комфортными досуговыми помещениями для занятий кружков самодеятельного творчества, художественных студий. На площади перед КДК «Переборы» также проводится большое количество праздников и концертов. Ранее во дворце часто выступала заводская команда КВН, также у завода был свой духовой оркестр.

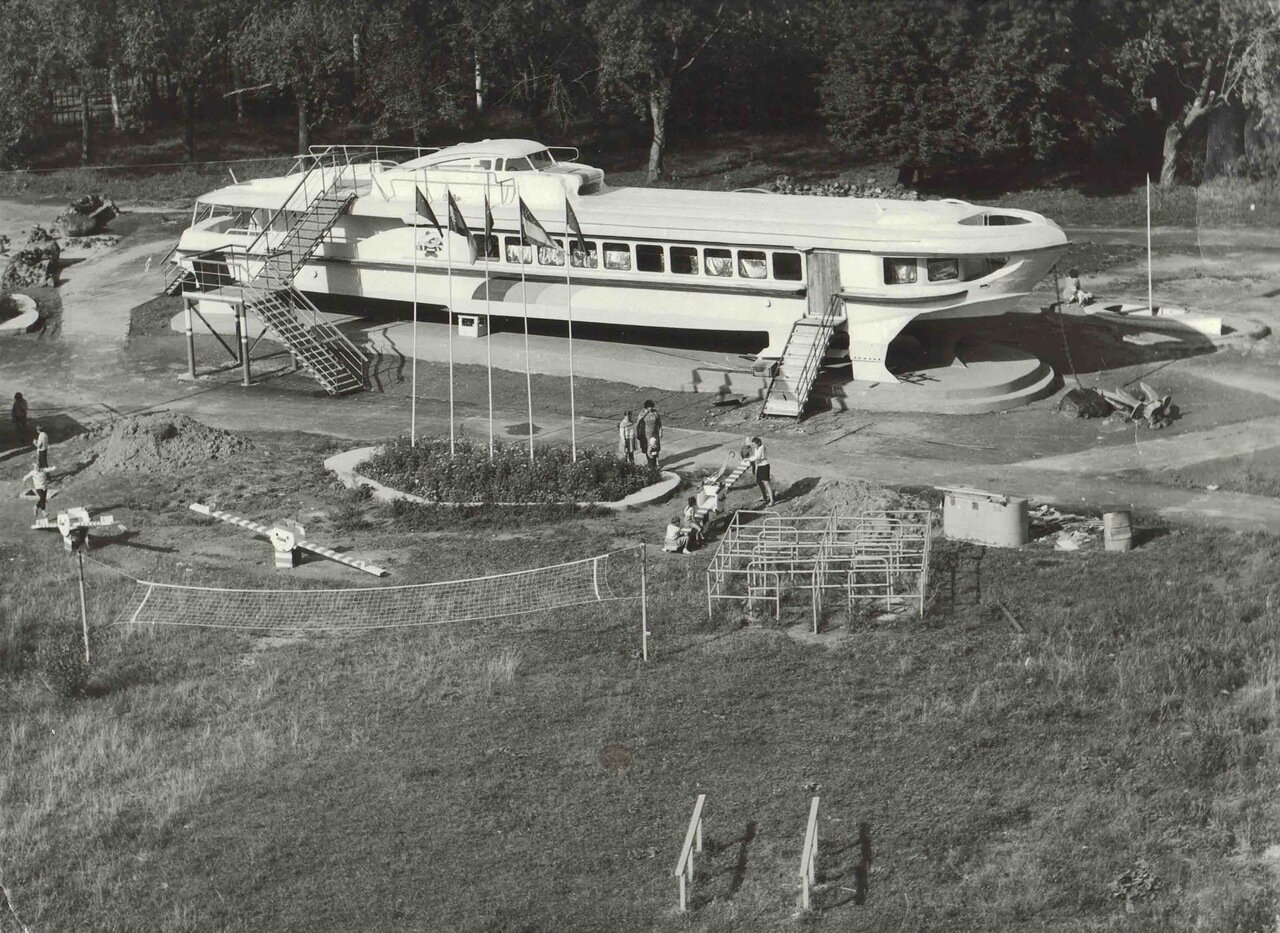
Теплоход «Ракета» в Детском парке

Детский парк, открытый в начале 1980-х годов, служит местом отдыха для жителей поселка, особенно с маленькими детьми. В нём находится судно на подводных крыльях «Ракета», установленная на месте снесённого в середине 70-х годов здания поселкового клуба. В ней работало детское кафе. Также на территории парка расположены деревянный терем, колесо обозрения с открытыми кабинками и детские аттракционы, сооружённые в начале 90-х. К сожалению, аттракционы для детей, как и колесо обозрения, построенные ещё в советское время, не действуют и требуют реконструкции и ремонта, исчезло и кафе.
В спортивной школе «Переборец» на территории спортивного комплекса работают секции футбола, хоккея, легкой атлетики, самбо, летнего и зимнего полиатлона, тенниса, волейбола. Можно посетить стадион с футбольным полем, каток для активного отдыха зимой, крытый легкоатлетический манеж, зал борьбы, зал игровых видов спорта, тренажерные залы, в том числе зал кардиотренажеров, сауну. На хоккейном корте ДЮСШ «Переборец» зимой традиционно проходят матчи чемпионата Рыбинска по хоккею и товарищеские матчи. Работает прокат коньков, велосипедов, катамаранов.
На берегу Волги у дамбы водосбросной плотины Рыбинской ГЭС в небольшом заливе в советское время находился Рыбинский воднолыжный стадион, где летом регулярно проходили соревнования по слалому на водных лыжах и прыжкам с трамплина, этапы кубка мира во водным лыжам, на которые приезжали иностранные спортсмены. В настоящее время здесь работает воднолыжная база СДЮШОР № 8 г. Рыбинска.

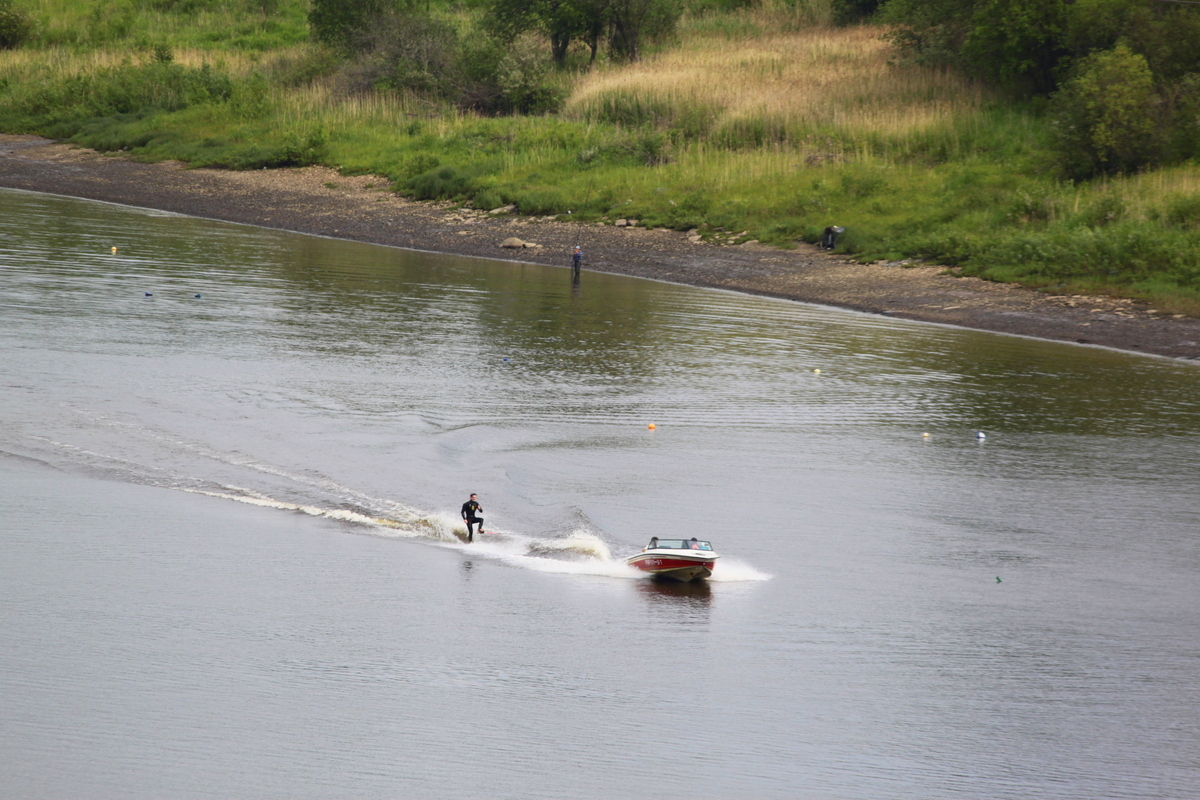
Тренировка на водных лыжах

Так как микрорайон расположен на берегу Рыбинского водохранилища, он популярен среди рыбаков (особенно зимней рыбалки) и любителей активного отдыха. У водохранилища стоит рыбный завод «Приволжский», грузовой речной порт, речной причал для сообщения с островом Юршинский, а также городской песчаный пляж.
В Переборах располагаются магазины федеральных сетей: «Пятерочка», «Дикси», «Магнит», «FixPrice», «Красное & Белое», «Бристоль»; и рыбинских продуктовых сетей: «Дружба» и «Марьюшка». В поселке есть крупный промтоварный магазин «Волжанка», небольшой торговый центр на месте бывшего минипивзавода, кафе «Волна» и другие магазины. На окраине микрорайона, рядом с улицей Панфиловской, были расположены магазины, обслуживавшиеся Кабельным заводом («Кабельщик») и заводом Гидромеханизации, во второй половине 2000-х оба магазина были закрыты. Рядом с магазинами находилась баня, ныне тоже закрыта, здание, в котором она располагалась, сейчас не эксплуатируется. Для гостей города в микрорайоне в 1994 году была построена гостиница «Волга». В 2019 году отель «Волга» вошёл в сеть отелей Maxrooms и был переформативан в голливудский стиль, его новое название — Maxrooms Volga Hollywood.
В Переборах находится Рыбинская гидрометеорологическая обсерватория и метеорологическая площадка для наблюдений за погодой.
Местной достопримечательностью является водонапорная башня, построенная для непрерывного водоснабжения поселка в 1957 году высотой 45 метров — самая высокая в городе среди таких башен. В настоящее время не выполняет своих функций в связи с подключением микрорайона к городскому централизованному водоснабжению.
Почтовое отделение Рыбинск-16 обслуживает микрорайон и ряд деревень Макаровской сельской администрации Судоверфского сельского поселения.

## Здравоохранение
11 июня 1954 года Центральная больница Волголага была передана городскому отделу здравоохранения. Так, в Переборах была открыта собственная больница, получившая название Переборское больничное отделение №4 (с 1965 — лечебное объединение №4, с 1 июля 1975 — городская больница №4 города Рыбинска). Поначалу больница размещалась в двухэтажном здании и включала в себя 75 коек. Поскольку здание было аварийным, в 1961 году началось строительство нового помещения для больницы. Оно было открыто в 1967 году на берегу залива. Количество коек увеличилось до 265, а впоследствии, благодаря передаче коек из других городских больниц — и до 305. В 1976 году из больницы было выведено взрослое поликлиническое отделение в пятиэтажное здание на улице Цимлянской. Изначально под строительство поликлиники планировался весь дом, однако, в итоге было решено выделить ей только первый этаж, а в освободившемся помещении было открыто отделение переливания крови (в 2005 году оно было перепрофилировано в кабинет трансфузионной терапии). В 1982 году в двухэтажное здание на улице Проектной была выведена детская поликлиника. В 90-е годы в больнице появляется отделение сестринского ухода.
В 1988 году руководство кабельного завода решает создать санаторий-профилакторий и приглашает для этого специалистов из Мурманской области. Поначалу планировалось разместить его в цехах самого завода, однако позже было решено разместить будущую лечебницу в двухэтажном общежитии на проспекте 50 лет Октября. Профилакторий был открыт 4 февраля 1991 года после двухлетней реконструкции общежития. В январе 2001 года профилакторий был передан городской больнице №4. На его базе было организовано отделение восстановительного лечения для участников локальных конфликтов. Сейчас в этом здании расположено отделение восстановительного лечения городской больницы №4.

## Транспорт

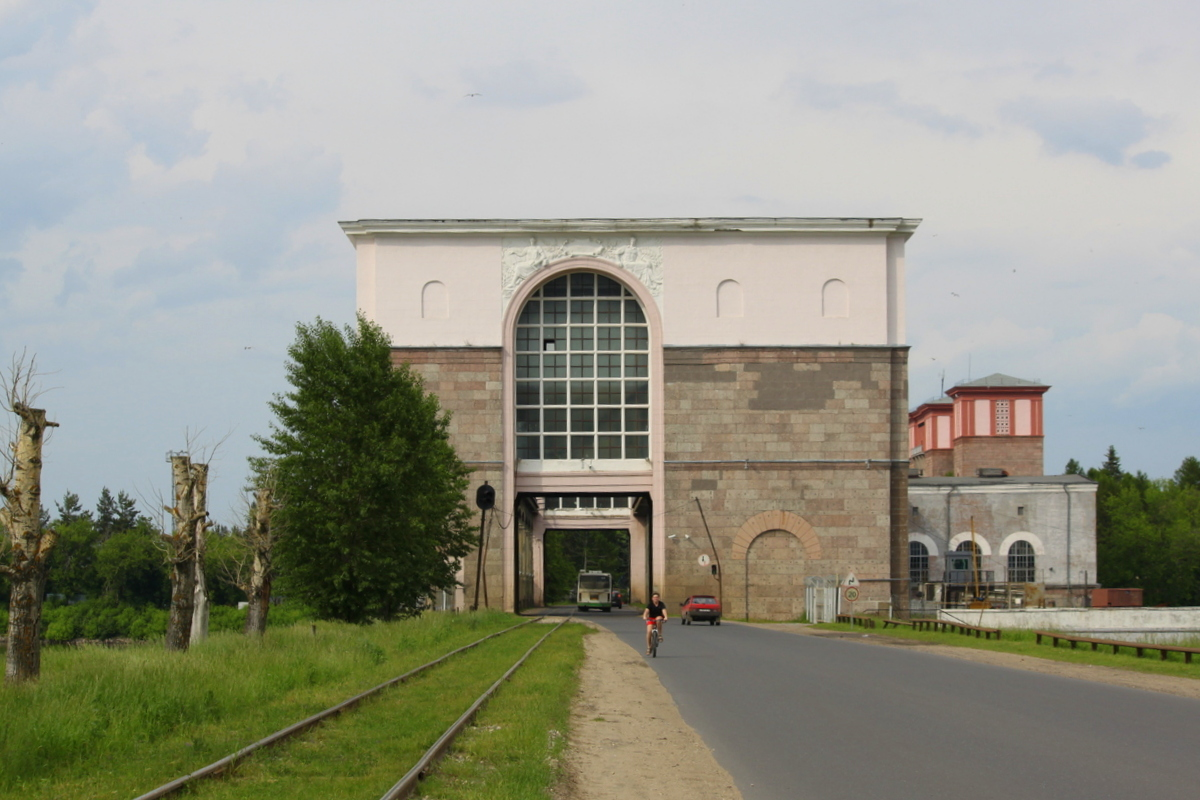
Дамба шлюзов и водосбросной плотины

С основной территорией Рыбинска микрорайон связан Переборским трактом. Через дамбу и шлюзы путь лежит на левый берег, в микрорайоны Волжский и ГЭС-14, на Рыбинскую ГЭС и в посёлок Каменники. В объезд Перебор с юга и юго — запада проходит Селиховское шоссе, ведущее в посёлок Судоверфь.
С центром города Переборы связывают автобусные маршруты № 3 и № 33. Кроме того, через микрорайон проходят автобус № 9 и пригородный автобус № 111, имеется маршрут № 14, идущий в микрорайоны Волжский и ГЭС-14.
Через микрорайон на левый берег проходят маршруты автобуса № 16 и пригородного автобуса № 101, маршрутного такси № 16т, останавливающиеся возле кабельного завода. Раньше существовал проект строительства в Переборы троллейбусной линии.
В Переборах располагается товарная железнодорожная станция Шлюзовая. От неё пути идут: в одном направлении — к станции Рыбинск — Пассажирский, в другом — по дамбе в поселок Каменники, а также через микрорайон Волжский и поселок ГЭС-14 на Рыбинскую ГЭС, хотя прямого железнодорожного сообщения с ней нет.
В 1940 -е годы, когда ещё не была построена автомобильная дорога с твердым покрытием до города Рыбинска, станция Шлюзовая была и пассажирской: до неё ходила «кукушка» — поезд с рыбинского железнодорожного вокзала.

## Памятники
В 1953 году у входа в Рыбинские шлюзы со стороны Рыбинского водохранилища был воздвигнут монумент «Волга» работы скульпторов С. Шапошникова, В. Малашкиной и архитектора Н. Донских.
Скульптура высотой 17,4 м (с постаментом) выполнена из железобетона.
На гранитном постаменте были высечены слова В. И. Ленина: «Коммунизм — это есть Советская власть плюс электрификация всей страны». В 90-е годы прошлого века эти слова были убраны. В 2014 году памятник был реконструирован, однако, слова возвращены не были.
У входа в Рыбинский кабельный завод находится памятник Ленину, установленный на постаменте. Ранее памятник располагался у стадиона.
В нижнем фойе Культурно — досугового комплекса «Переборы» располагается бронзовая скульптура Ленина (Ленин в кресле), установленная в 1967 году при открытии дворца.
В 1970 году у Дворца культуры «Кабельщик» был открыт памятник павшим героям — землякам. Памятник установлен в честь 25 -летия Победы в Великой Отечественной войне 1941—1945 гг. на средства комсомольцев кабельного завода. В 2010 году памятник был отреставрирован: его постамент был обложен плиткой, ранее он был окрашен в коричневый цвет.
На улице Инженерной, неподалёку от школы №36, находится скульптура «Серп и молот». На той же улице, неподалёку от водонапорной башни, установлены памятники В. И. Ленину и И. В. Сталину.
В 2002 году на въезде в микрорайон был установлен памятный камень заключённым Волголага. Существуют проекты строительства на этом месте памятника жертвам репрессий. В декабре 2016 года началось обустройство парка для будущего мемориального комплекса с часовней.
9 мая 2021 года состоялось открытие мемориальной доски Н. И. Дементьеву на доме, в котором он жил.

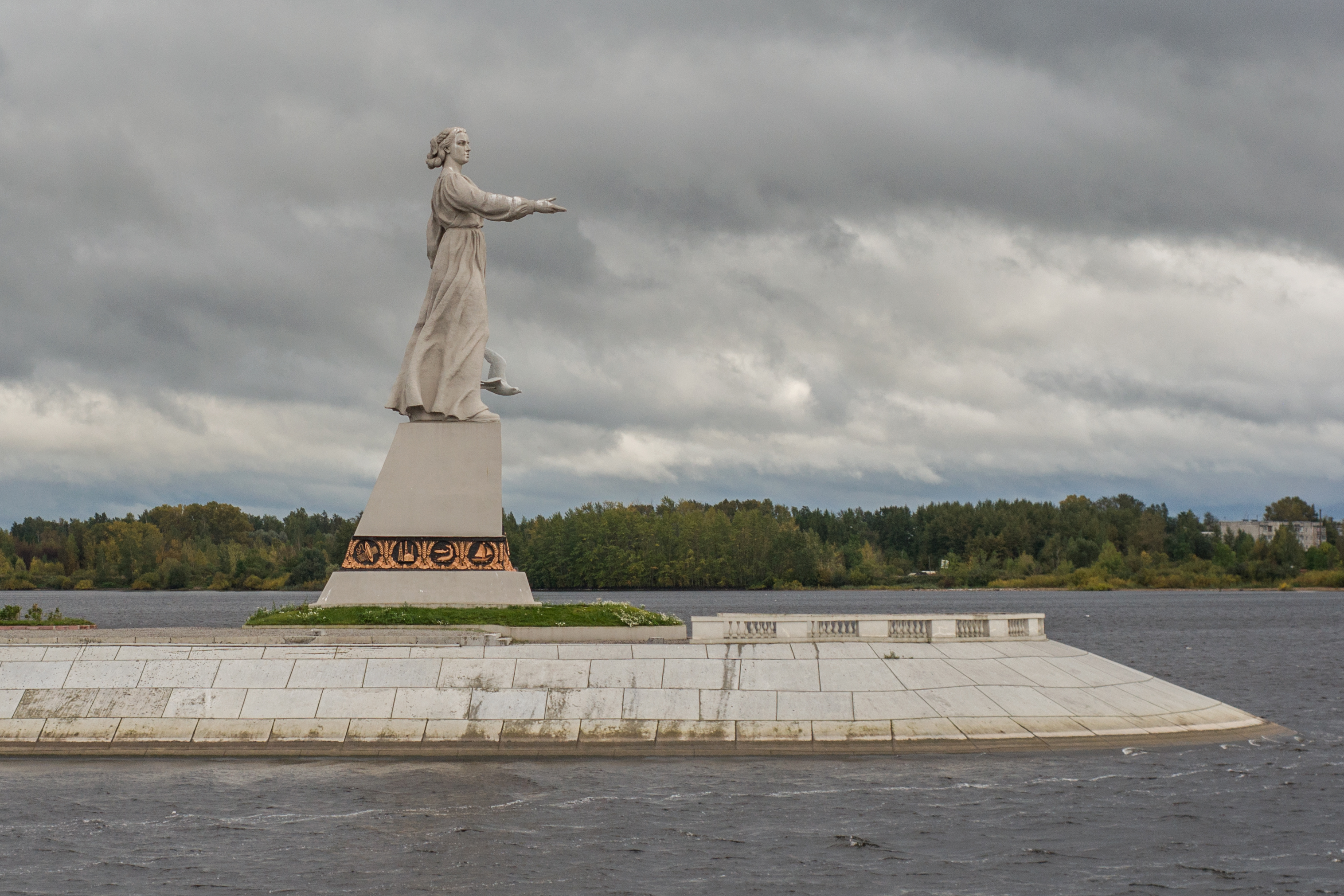
Монумент «Волга»
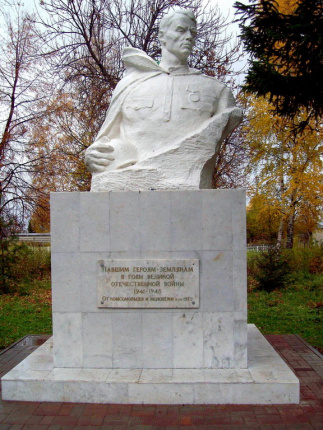
Памятник павшим героям — землякам
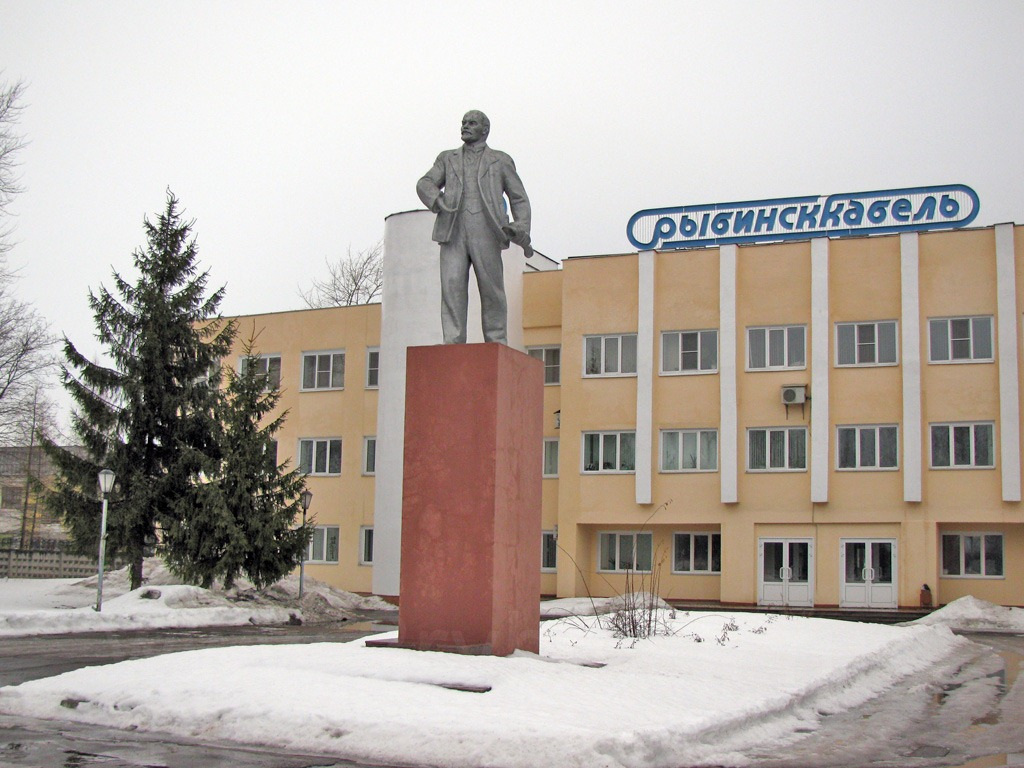
Памятник Ленину у Кабельного завода
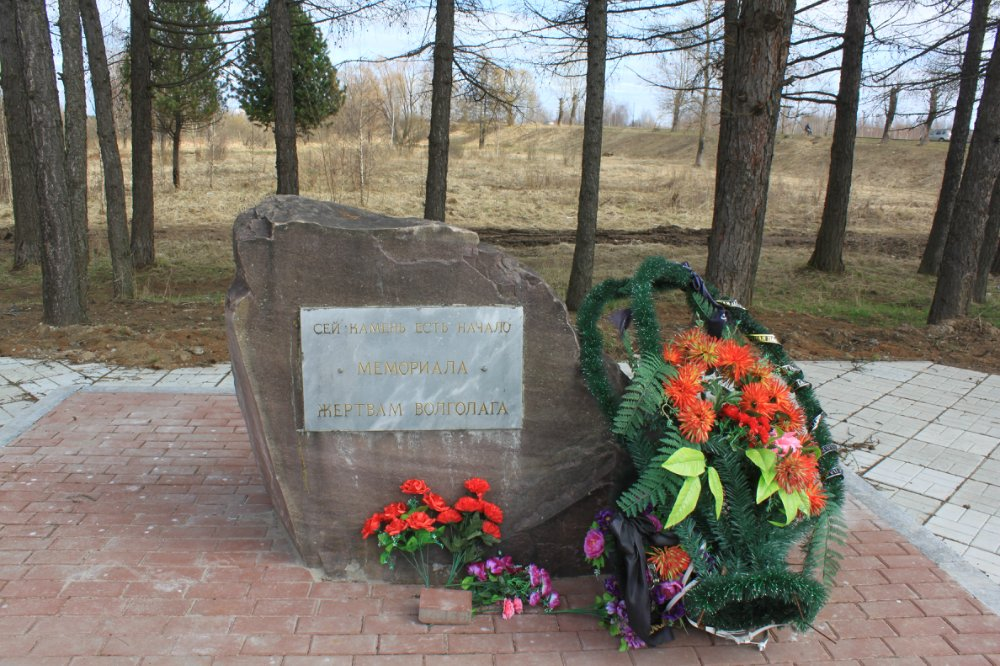
Закладной камень памятника погибшим узникам Волголага

## Проблемы
Микрорайон удалён от основной части города (до микрорайона Веретье-2 — 7 километров, до городского центра — 12).
В Переборах существуют значительные проблемы с отоплением и горячим водоснабжением. Система горячего водоснабжения в Переборах открытая, поэтому вода грязная.